# Chariacris dulcis
Chariacris dulcis är en insektsart som beskrevs av Walker, F. 1870. Chariacris dulcis ingår i släktet Chariacris och familjen Romaleidae. Inga underarter finns listade i Catalogue of Life.